# زاگالاف عبدالبکوف
زاگالاف عبدالبکوف (روسی: Загалав Абдулбекович Абдулбеков؛ زادهٔ ۱۹ دسامبر ۱۹۴۵) کشتی‌گیر اهل اتحاد جماهیر شوروی سوسیالیستی بود.
وی در مسابقات کشوری و بین‌المللی در مجموع برندهٔ ۳ مدال طلا، ۱ مدال نقره، ۳ مدال برنز شده‌است.